# Guy Roux
Guy Roux (nacido el 18 de octubre de 1938) es un exfutbolista y mánager francés. Ostenta el récord de dirigir al AJ Auxerre durante un periodo de cuarenta y cuatro años, convirtiendo un  equipo amateur en un equipo profesional, incluso llegando a militar en la Ligue 1 francesa, llegando a ser mundialmente conocido por ello. Su impresionante trayectoria hizo que el presidente del país Jacques Chirac le nombrara Caballero de la Legión de Honor en 1999.

## Biografía
Nacido en Colmar, Roux jugó para el AJ Auxerre entre 1952 y 1961, accediendo al cargo de entrenador del equipo, por entonces en el Championnat National (tercera división francesa), en 1961 y, desde entonces, se ha convertido en un símbolo y leyenda viviente del club. A cargo de Roux, el equipo alcanzó la final de la Coupe de France en 1979 y ascendió a la primera división (Ligue 1) en 1980. El equipo continuó su línea ascendente, consiguiendo su primer título de liga en la temporada 1995-1996 y ganando la Copa de Francia en cuatro ocasiones (1993-94, 1995-96, 2002-03, 2004-05), lo que convierte a Roux en el técnico francés con más Copas galas, empatado con André Cheuva. Entre los logros conseguidos por Roux al frente del AJ Auxerre, se cuentan igualmente una Copa Intertoto y una presencia en las semifinales de la antigua Copa de la UEFA en 1993.
Roux fue el entrenador del AJ Auxerre desde 1961 (como jugador-entrenador) hasta 2005, con una pequeña interrupción en la temporada 2000-2001. Su dedicación exclusiva es una rara avis en la historia del fútbol moderno. Durante su etapa al frente del club, el equipo se consolidó como una de las grandes potencias futbolísticas francesas, así como una de las más renombradas canteras a nivel mundial, lanzando al estrellato a jugadores como Éric Cantona, Laurent Blanc, Basile Boli, Alain Goma, Djibril Cissé, Philippe Mexès, William Prunier o Teemu Tainio.
Después de 44 temporadas a cargo del club, Roux decidió abandonar el Auxerre en junio del 2005, siendo remplazado por el ex seleccionador francés Jacques Santini. Dirigió al Auxerre en 890 partidos, cosechando 375 victorias, 256 empates y 259 derrotas.
En junio de 2007, Roux volvió a los banquillos, firmando un contrato de 2 temporadas con el RC Lens para reemplazar a Francis Gillot después de su dimisión. Sin embargo, el equipo no consiguió remontar en la clasificación general y, finalmente Roux presentó la dimisión en el descanso de su cuarto partido, contra el RC Estrasburgo, que a la postre acabó en una derrota por 2-1.
Roux ostenta el récord de partidos dirigidos en la Ligue 1, con un total de 894.

## Clubes

### Como jugador
| Club           | País    | Año       |
| -------------- | ------- | --------- |
| AJ Auxerre     | Francia | 1954-1957 |
| Stade Poitevin | Francia | 1957-1958 |
| Limoges FC     | Francia | 1958-1961 |

### Como entrenador
| Club       | País    | Año       |
| ---------- | ------- | --------- |
| AJ Auxerre | Francia | 1961-1962 |
| AJ Auxerre | Francia | 1964-2000 |
| AJ Auxerre | Francia | 2001-2005 |

## Palmarés

### Como entrenador

#### Torneos nacionales
| Título          | Club       | País    | Año     |
| --------------- | ---------- | ------- | ------- |
| Ligue 2         | AJ Auxerre | Francia | 1979/80 |
| Copa de Francia | AJ Auxerre | Francia | 1993/94 |
| Copa de Francia | AJ Auxerre | Francia | 1995/96 |
| Ligue 1         | AJ Auxerre | Francia | 1995/96 |
| Copa de Francia | AJ Auxerre | Francia | 2002/03 |
| Copa de Francia | AJ Auxerre | Francia | 2004/05 |

#### Torneos internacionales
| Título                    | Club       | Sede    | Año  |
| ------------------------- | ---------- | ------- | ---- |
| Copa Intertoto de la UEFA | AJ Auxerre | Auxerre | 1997 |